# ナポレオンの印章
ナポレオンの印章（ナポレオンのいんしょう）とは、フランスの軍人、政治家であったナポレオン・ボナパルトが愛用していた印章のうち、養女で弟の妻オルタンス・ド・ボアルネ、その三男ルイ・ナポレオン（ナポレオン3世）、その嫡男ナポレオン・ウジェーヌ・ルイ・ボナパルト（ナポレオン4世）の4代にわたって護符として引き継がれたもの。
紅玉髄製の八角形をした印章で、印銘には「しもべアブラハムは慈悲深き神に身をゆだねる」とアラビア文字が刻まれていたとされる。
ズールー戦争の際、ズールー族によってナポレオン4世の亡骸から略奪され、現在は行方不明である。

## 逸話
紅玉髄は、中近東で指導者にふさわしい石として知られていた。カスティーリャ王アルフォンソ10世が宝石の効能に関するアラビア語の文献をまとめた『宝石誌』には、紅玉髄を身に付けると雄弁になり、勇敢で恐れを知らなくなるとある。特に紅玉髄にアラビア語で聖なる言葉を刻むと、邪悪な企みや嫉妬から身を守るとされた。安価で加工が容易なため、印章として一般に広く使われ、特に「信義を守る」石とされて公証人が好んで身に付けた。
読書家であったナポレオンはこのような書物にインスピレーションを得て、自らの印章を紅玉髄で作らせたと考えられている。ナポレオンは離婚に際してジョゼフィーヌに高価な宝石類のコレクションの一部を贈るなど高価な宝石の収集家であり、当時、街の公証人達でさえ当たり前に身に着けていた安価でありふれた紅玉髄の印章に興味を示した理由はこれら古書の記述に従ったためであった。ナポレオンの甥で伯父に心酔していたルイ・ナポレオンは、ナポレオンがエジプト遠征に際して両手でこの印章を掲げ、肌身離さず身に付けていたと語っている。
ナポレオンは血の繋がらないジョゼフィーヌの2人の連れ子たちを愛し、その一人養女オルタンスを自身の最愛の弟ホラント王ルイ・ボナパルトに嫁がせた。オルタンスはルイ・ボナパルトと離婚してからも流刑地から帰るナポレオンをテュイルリー宮殿で迎え、多くの不義理な血縁者たちと異なり最後まで養父に忠実な愛情深い娘であった。ナポレオンは自らの紅玉髄の印章をオルタンスに与えた。つまり、忠実な養女の3人の息子のうち、唯一母の手元に引き取られたルイ・ナポレオンが彼の印章の正当な相続者となった。
ルイ・ナポレオンは投獄や亡命を経験したのち、敬愛する伯父と同じくフランス皇帝ナポレオン3世となった。伯父よりも臆病で迷信深いところがあったナポレオン3世は、伯父から贈られた印章を護符として時計の鎖に付け、片時も手放すことがなかった。ナポレオン3世は妻の2度の流産の後にようやく授かった皇太子ナポレオン・ウジェーヌを深く愛した。そして、「息子よ、私が時計鎖につけて身に着けていたこの印章を護符としなさい。」と言いつけて我が子に伯父の遺産を託した。
ナポレオン・ウジェーヌは父の言いつけを守り、印章に紐を通してネックレスにした。悲運の皇太子を亡命先のヴィクトリア女王は大切に扱い、彼をルルと愛称で呼んで可愛がり、最も寵愛深い末娘ベアトリス王女と婚約の話も持ち上がった。しかし、1878年にズールー戦争が起きると女王への恩義を返したいとイギリス軍に志願、1879年に6月9日ズールー族の襲撃を受けて戦死した。父から託されたナポレオンの印章はズールー族によって戦利品として持ち去られ、奪還されることはなかった。

## 参考資料
- ジョージ・フレデリック・クンツ（鏡リュウジ監訳） 『図説宝石と鉱物の文化誌』 原書房、2011年。